# Association Sportive Saint-Raphaël Volley-Ball 2014-2015
Questa voce raccoglie le informazioni riguardanti l'Association Sportive Saint-Raphaël Volley-Ball nelle competizioni ufficiali della stagione 2014-2015.

## Organigramma societario
Area direttiva
- Presidente: Christine Girod
- Vicepresidente: Eric Kleiber, Albert Mateucci, Jacques Metz
- Segreteria generale: Corinne Kalsch

Area organizzativa
- Tesoriere: Babeth Constantin
- General manager: Alexandre Gangneux

Area tecnica
- Allenatore: Giulio Bregoli
- Allenatore in seconda: Violaine Respaut
- Scout man: Marco Pigliafiori

Area sanitaria
- Preparatore atletico: Julien Thollet

## Rosa
| N° | Nome                | Ruolo | Data di nascita   | Nazionalità sportiva |
| -- | ------------------- | ----- | ----------------- | -------------------- |
| 1  | Stefania Guaschino  | C     | 12 luglio 1994    | Italia               |
| 2  | Rose-Marie Vakie    | C     | 1º aprile 1986    | Francia              |
| 3  | Rossella Giorgi     | L     | 9 marzo 1981      | Italia               |
| 4  | Francesca Lavorenti | P     | 10 giugno 1993    | Italia               |
| 4  | Laura Daspet        | S     | 13 gennaio 1997   | Francia              |
| 5  | Astrid Souply       | S     | 21 luglio 1993    | Francia              |
| 6  | Tetet Dembele       | S/O   | 13 settembre 1989 | Francia              |
| 7  | Christine Ngeleka   | C     | 24 gennaio 1994   | Francia              |
| 8  | Sabrina Delahaye    | S/O   | 27 febbraio 1989  | Francia              |
| 9  | Silvia Bertaiola    | C     | 28 febbraio 1993  | Italia               |
| 10 | Irene Gomiero       | S     | 23 novembre 1990  | Italia               |
| 11 | Tanja Grbić         | P     | 9 luglio 1988     | Serbia               |
| 12 | Lea Gastaut         | S     | 19 marzo 1996     | Francia              |
| 14 | Isabella Milocco    | S     | 10 novembre 1990  | Italia               |
| 18 | Laura Capano        | S     | 1º aprile 1995    | Italia               |